# Lijst van beelden in Amsterdam-Zuidoost
Dit is een (onvolledige) chronologische lijst van beelden in Amsterdam-Zuidoost. Onder een beeld wordt hier verstaan elk driedimensionaal kunstwerk in de openbare ruimte van de Nederlandse gemeente Amsterdam, stadsdeel Zuidoost, waarbij beeld wordt gebruikt als verzamelbegrip voor sculpturen, standbeelden, installaties, gedenktekens en overige beeldhouwwerken.
Voor een volledig overzicht van de beschikbare afbeeldingen zie de categorie Beelden in Amsterdam-Zuidoost op Wikimedia Commons.
Dit deel bevat de beelden in het stadsdeel Amsterdam-Zuidoost.

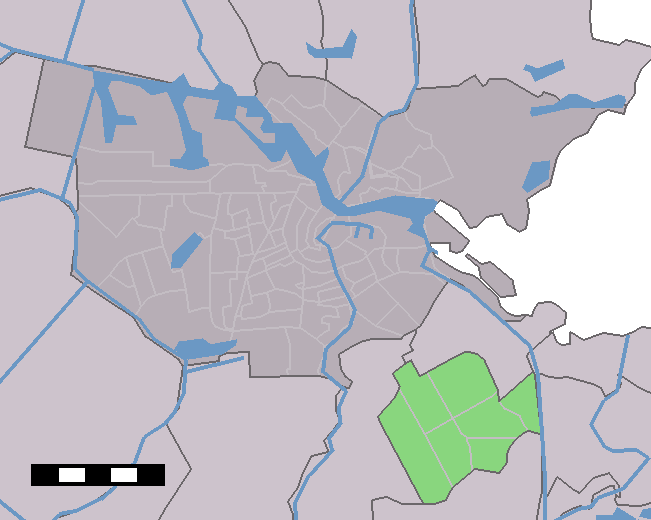
Amsterdam-Zuidoost

| Geplaatst                                                          | Omschrijving | Kunstenaar | Locatie | Wijk/Buurt                             | Materiaal                                                                                       | Afbeelding                       |
| ------------------------------------------------------------------ | --- | --- | --- | -------------------------------------- | ----------------------------------------------------------------------------------------------- | -------------------------------- |
| 1967 / 1984                                                        | Koningin Wilhelmina als 10-jarig meisje | Mari Andriessen | AMC (1967: Wilhelmina Gasthuis, 1984: AMC) | Bullewijk                              | brons                                                                                           |                                  |
| 1969 In 1998 verplaatst.                                           | Ruimtestructuur (Eerste kunstwerk in de Bijlmer in de publieke ruimte) | Ewerdt Hilgemann | Nabij Vogeltjeswei, bij het Nelson Mandelapark | Bijlmermeer                            | Een carré van zestien rode stalen palen                                                         |                                  |
| 1973                                                               | De Wachter | Nic Jonk | Kelbergen | Bijlmermeer                            | brons op betonnen sokkel                                                                        |                                  |
| 1975                                                               | Zonder titel | Pjotr Müller | Achter Grubbehoeve | Bijlmermeer                            | wit marmer                                                                                      |                                  |
| 1975                                                               | Zonder Titel | Ger Zijlstra | Hoogoord, binnentuin, abstract kunstwerk | Bijlmermeer                            | brons                                                                                           |                                  |
| 1975 / 2010 (herplaatst)                                           | Zonder titel volksmond: Zonneschijf of "Dubbeltje op zijn kant" | Niels Keus | Nelson Mandelapark | Bijlmermeer                            | roestvast staal                                                                                 |                                  |
| 1975 / 2010 (herplaatst)                                           | Zonder Titel (bijnaam haarspeld of paperclip) | Evert Strobos | Nelson Mandelapark | Bijlmermeer                            | roestvast staal                                                                                 |                                  |
| 1975 / 2011? (herplaatst)                                          | 12 bokspringers | P. Verwilligen | Entabeni, Laag Echtenstein | Bijlmermeer                            | beton                                                                                           |                                  |
| 1976                                                               | Wildzang (voormalig kunstwerk; tot 1987) | Sigurdur Gudmundsson | Bijlmerweide | Bijlmermeer                            | azobéhout, 1879 palen, ca. 80 × 25m.                                                            |                                  |
| 1976                                                               | Constructie | Shlomo Koren | Nelson Mandelapark | Bijlmermeer                            | aluminium buizen                                                                                |                                  |
| 1976                                                               | De ontmoeting" (liggend vrouwfiguur) | Jan Meefout | Kantershof, nabij Bijlmerweide | Bijlmermeer                            | natuursteen                                                                                     |                                  |
| 1976                                                               | Piramide 71 | Jan Goossen | Metrostation Gaasperplas | Gaasperdam                             | roestvast staal                                                                                 |                                  |
| 1976 herplaatst 1989                                               | Uit de driehoek I | Yvonne Kracht | Meibergdreef | Bullewijk                              | cortenstaal                                                                                     |                                  |
| 1977                                                               | Monument voor de stad Amsterdam | Pieter Engels | Professor Joop van Stigtpark: Gouden Leeuw (grasveld)                                                                                                | Bijlmermeer                            | Zweeds graniet, beton en roestvast staal                                                        |                                  |
| 1976                                                               | Zonder titel | Joseph Ongenae | Holendrechtdreef/ Abcouderpad | Holendrecht                            | keien, mozaïek, schijven                                                                        |                                  |
| 1977                                                               | Wolken | Raymond Perridon | Kantershof, nabij Bijlmerweide | Bijlmermeer                            | staalplaat, roestvast staal, beton en koper                                                     |                                  |
| 1977                                                               | Papieren bootje | Jan Kuipers | Bijlmerweide | Bijlmermeer                            | roestvast staal en zwerfkeien                                                                   |                                  |
| 1977                                                               | Spiraalobject (monolinear) | Maarten Manson | Bijlmerweide | Bijlmermeer                            | roestvast staal                                                                                 |                                  |
| 1977                                                               | Zonder titel | Kor Heemsbergen | Nelson Mandelapark | Bijlmermeer                            | cortenstalen platen in de vorm van de Griekse letter Omega en blauw hardsteen/ruwe stenen       |                                  |
| 1978                                                               | Reeks 'vergeten' bakstenen koffers en valiezen | Antoine Mes | Metrostation Gaasperplas | Gaasperdam                             | baksteen                                                                                        |                                  |
| 1978                                                               | Erectus | Erwin de Vries | Geldershoofd en Gravestein | Bijlmermeer                            | aluminium                                                                                       |                                  |
| 1978                                                               | De blauwe vogel van het geluk | Jan Kuipers | Drostenburg | Venserpolder                           | staal                                                                                           |                                  |
| 1978                                                               | Verbindend scherm | André Volten | Driemondweg | Amsterdam-Zuidoost                     |                                                                                                 |                                  |
| 1979                                                               | Kruis | Michel Somers | Metrostation Venserpolder | Venserpolder                           | staal                                                                                           |                                  |
| 1980                                                               | Windmolen | Jos Wong | Metrostation Verrijnstuartweg | Bijlmermeer, nabij de grens van Diemen | aluminium buizen en gebogen platen op een betonnen voetstuk                                     |                                  |
| 1981                                                               | Mens aan tafel | Gilles Kalisvaart | Leksmondplein | Amsterdam-Zuidoost                     |                                                                                                 |                                  |
| 1982                                                               | Big Band (geschonken uit Florida) | Charles Hook | Gaasperpark | Gaasperdam                             | staal                                                                                           |                                  |
| 1982                                                               | De kus | Jeroen Henneman | Anton de Komplein | Bijlmermeer                            | staal                                                                                           |                                  |
| 1983                                                               | Vlaggenmonument | Marte Röling | Meibergdreef, bij AMC | Bullewijk                              | Kunststof, beton                                                                                |                                  |
| 1983                                                               | Zonder titel | Fredy E Wubben | Reigersbos 301 | Reigersbos                             | roestvast staal                                                                                 |                                  |
| 1984                                                               | Koningin Beatrix | Nel van Lith | AMC, bij ingang, geplaatst na opening nieuwbouw door Koningin Beatrix in juni 1984                                                                   | Bullewijk                              | brons                                                                                           |                                  |
| 1984                                                               | Kariatidenzuil | Joost Barbiers | De Venser, Berthold Brechtstraat | Vernserpolder                          | steen                                                                                           |                                  |
| 1984                                                               | Zonder titel ("Kruisraket") | Matthijs van Dam en Peter Jansen | 's-Gravendijkdreef | Bijlmermeer                            | gegalvaniseerd staal                                                                            |                                  |
| 1985                                                               | Lopende vrouw | Hans Bayens | AMC | Bullewijk                              | brons                                                                                           |                                  |
| 1985-2016 / 2017                                                   | Vliegende schotels | Wim Winnubst | 's-Gravendijkdreef (bij school "Samenspel") tot 2016 / 's-Gravendrijkdreef (bij ingang Bijlmerweide) 2017                                            | Bijlmermeer                            | gewapend polyester                                                                              | Klik hier voor meer afbeeldingen |
| 1985                                                               | Vrolijk tennisnet | Kees Wevers | Gaasperpark | Zuidoost                               |                                                                                                 |                                  |
| 1986                                                               | Het venster van het water | Marc Hendriks en Rik van Dolderen | Gaasperpark | Gaasperdam                             | gevelsteen, beton, trespaplaat en staal                                                         |                                  |
| 1986                                                               | Zonnebaken | Piet Slegers | Meerkerkdreef | Nellestein                             | roestvast staal                                                                                 |                                  |
| 1986                                                               | The Arch | Lon Pennock | Meerkerkdreef, hoek Holendrechtdreef | Nellestein                             | staal                                                                                           |                                  |
| 1986                                                               | Mama Aïsa (Moeder Aarde, zie ook: Vluchtwegen) | Chaim Oren | Grubbezee op eilandje (water bij Grubbehoeve en (voormalige) K-buurt)                                                                                | Bijlmermeer                            | beton                                                                                           |                                  |
| 1987                                                               | Fontein bij ING | Architectenbureau Alberts en Van Huut | Hoogoord; Amsterdamse Poort | Bijlmermeer                            | brons, baksteen, natuursteen                                                                    |                                  |
| 1987                                                               | Book of Changes (7 muren boven de winkels met patronen van geglazuurde stenen) | Dries Wiecherink | Amsterdamse Poort | Bijlmermeer                            | geglazuurde bakstenen                                                                           |                                  |
| 1988                                                               | Ruiter te paard | Henk Hesselius | Loosdrechtdreef / Provinciale Weg | Bijlmermeer                            | staal                                                                                           |                                  |
| 1988                                                               | Domicilie | Dick Simonis Wouter de Baat | Holendrechtdreef | Holendrecht                            | baksteen, leisteen                                                                              |                                  |
| 1988                                                               | Zonder titel (in de vorm van afgerolde appelschil) | Evert Strobos | Hondsrugweg | Bijlmermeer                            | cortenstaal                                                                                     |                                  |
| 1988                                                               | Mare Nostrum | Barten van Elden en Raymond Hirs | Abcouderpad | Bijlmermeer                            | roestvast staal                                                                                 |                                  |
| 1988                                                               | Zonder titel Die schepen | Kees Bierman | Dostojevskisingel | Venserpolder                           | hout, gras, baksteen                                                                            |                                  |
| 1989                                                               | Staande | Eja Siepman van den Berg | Amsterdamse Poort | Bijlmermeer                            | brons                                                                                           |                                  |
| 1989                                                               | Zonder titel | Steef Roothaan | Hoogoord; Amsterdamse Poort | Bijlmermeer                            | graniet en beton                                                                                |                                  |
| 1989 verplaatst in januari 2014                                    | Zonder titel | Bernard Olsthoorn | Abcouderpad | Hakfort/Huigenbos                      | staal e.d.                                                                                      |                                  |
| 1990                                                               | Zonder titel | Jos Kokke | Dolingadreef | Venserpolder                           | staal, kunststof en hout                                                                        |                                  |
| 1990                                                               | Zonder titel Drie elliptische metalen ringen leunen met lassen tegen elkaar om te wijzen op de plaatselijke brandweerkazerne, aldus Kunstwacht Amsterdam (14 augustus 2019).                              | Tim Hoving | Remmerdenplein, Reigersbosdreef | Reigersbos                             | roestvast staal                                                                                 |                                  |
| 1990                                                               | Het gouden kruis | Han Goan Lim | Schoonhovendreef | Reigersbos                             | staal                                                                                           |                                  |
| 1991                                                               | Zonder titel | Dik Box | Reigersbosdreef/Meerkerkdreef | Reigersbos                             | aluminium                                                                                       |                                  |
| 1991                                                               | Haak en oog | Wendela Gevers Deynoot | Wisseloord | Gein                                   | staal                                                                                           |                                  |
| 28 mei 1992 / 20 oktober 2010 (verplaatst naar Nelson Mandelapark) | Steve van Dorpel (beeld) | Nelson Carrilho | Nelson Mandelapark ("Bijlmerpark") | Bijlmermeer                            | brons                                                                                           |                                  |
| 1992                                                               | Maria Planeta Citta | Evert van Kooten Niekerk | Agatha Christiesingel/Abcouderpad | Venserpolder                           | brons en hardsteen                                                                              |                                  |
| 1992-1996                                                          | Het groeiend monument waaronder De boom die alles zag | Herman Hertzberger (o.a.) | Nellesteinpad | Groeneveen                             | samengesteld                                                                                    |                                  |
| 1995                                                               | Energiebron | Piet Slegers | Hoogoord; Amsterdamse Poort | Bijlmermeer                            | roestvast staal                                                                                 |                                  |
| 1997                                                               | 27 pedanten | Eddy Varekamp | Bijlmerdreef | Bijlmermeer                            | keramische elementen, verf, gepigmenteerde klei en beton                                        |                                  |
| 1998                                                               | Boom van de groei | | Geinwijk, bij Rosa Luxemburgstraat | Bijlmermeer                            | natuur / steen                                                                                  |                                  |
| 1999                                                               | Zonder Titel (Kunst aan huis) Bermbordje: | Cor Dera | Bijlmerdreef | Bijlmermeer                            | kristalzeefdruk op emaillestaal (bij diverse huizen)                                            |                                  |
| 1999 (circa)                                                       | Nikè (vrouw/vogel) | Guido Sprenkels | Abcouderpad | Venserpolder                           | brons                                                                                           |                                  |
| 2000                                                               | Dolle Mina | Erwin de Vries (kunstenaar) | Amsterdamse Poort stond eerder in Lelystad | Bijlmermeer                            | brons                                                                                           |                                  |
| 2000                                                               | Zonder titel ook wel Schotels of Spiegels | Rein Jelle Terpstra | Groeneveen | Bijlmermeer                            | roestvast staal en folie (38 'schotels')                                                        |                                  |
| 2001 (22 maart 2001, waren al gereed in 2000)                      | De Onbeweeglijken: Springend Oog, Zwarte Adem en Brandende Bloem" | Henk Visch | AMC | Bullewijk                              | brons                                                                                           |                                  |
| 2001                                                               | Reuzenschilderij | Houcine Bouchiba | Gooioord (vlak bij monument vliegramp en vlak bij Grubbehoeve)                                                                                       | Bijlmermeer                            | verf e.d.                                                                                       |                                  |
| 2002                                                               | Een groot teken (reuzenschilderij) | Ton Slits | Kikkenstein (bij vliegramp uit 1992) | Bijlmermeer                            | verf, glas                                                                                      |                                  |
| 2003                                                               | Handle with Care (een aantal jaar later gerestaureerd en kreeg daardoor een iets andere 'look') | Russische kunstenaarsgroep Archeopterix | Geldershoofd en Gravestein | Bijlmermeer                            | verf, hout en staal                                                                             |                                  |
| 2003                                                               | Full color deel kunstwerk (bushokje) verloren gegaan in periode 2013-2019 | Studio VollaersZwart | Bijlmerdreef | Bijlmermeer                            | glas, staal, folie                                                                              |                                  |
| 2004                                                               | Peperbussen (Een reeks 'peperbussen', waarvan sommige als kunstwerk dienden, worden nu vooral gebruikt als aanplakbord, de overige waren al bedoeld als aanplakbord en enkele dienen als openbaar toilet) | 12 kunstenaars | Door geheel stadsdeel Zuid-Oost (foto: tegenover Metrostation Ganzenhoef)                                                                            | Amsterdam-Zuidoost                     | beton, kunststof e.d.                                                                           |                                  |
| 2006                                                               | Monument voor Anton de Kom | Jikke van Loon | Anton de Komplein | Bijlmermeer                            | brons (origineel is van hout en bevindt zich in het Rijksmuseum)                                |                                  |
| 2008                                                               | Cheetah (vier vachtpatronen van katachtigen, 2007 / 2008) | Helmut Dick | Transformatorhuisje Kemperink | Bijlmermeer                            | bewerkte digitale foto's / hout / acryl = (fotolaminaat)                                        |                                  |
| 2008                                                               | Luipaard | Helmut Dick | Transformatorhuisje Kouwenoord | Bijlmermeer                            | bewerkte digitale foto's / hout / acryl                                                         |                                  |
| 2008                                                               | Nevelpanter | Helmut Dick | Transformatorhuisje Klieverink | Bijlmermeer                            | bewerkte digitale foto's / hout / acryl                                                         |                                  |
| 2008                                                               | Tijger | Helmut Dick | Transformatorhuisje Kralenbeek | Bijlmermeer                            | bewerkte digitale foto's / hout / acryl                                                         |                                  |
| 2008                                                               | Kop met vier neuzen | Anton Martineau | Bijlmerdreef / Groesbeekdreef (rotonde) | Bijlmermeer                            | ijzer                                                                                           |                                  |
| 2008                                                               | De rode poes | onbekend | Bijlmerdreef, bij viaduct S112 | Bijlmermeer                            |                                                                                                 |                                  |
| 2009                                                               | United Nations Barbecue | Allora & Calzadilla | Nelson Mandelapark | Bijlmermeer                            | roestvast staal / smeedijzer                                                                    |                                  |
| 2009                                                               | Now speak! | Amalia Pica | Krimpertplein sinds 2019 | Kortvoort                              | beton                                                                                           |                                  |
| 2009                                                               | Totem today | Jennifer Tee | Tussen Groenhoven en Bijlmerdreefmetrobrug | Bijlmermeer                            | gepolijst carraramarmer                                                                         |                                  |
| 2009 / 2010                                                        | Tayouken Piss (Les Pisseurs d'Amsterdam) (Een van de kunstwerken van Straat van Sculpturen 2009 / 2010)                                                                                                   | Pascale Marthine Tayou | Onder viaduct Groesbeekdreef | Bijlmermeer                            | diverse hergebruikte materialen                                                                 |                                  |
| 2009                                                               | ZIEZO (Een van de kunstwerken van Straat van Sculpturen 2009 / 2010) | Peter Stel | Parkeergarage Kraaiennest bij voormalig winkelcentrum. Kopzijde en zijkant op het zuiden + paviljoens en kantoor op dak (kunstwerk gesloopt in 2013) | Bijlmermeer                            | rode en witte staalplaten                                                                       |                                  |
| 2009                                                               | Not in my back yard (Een van de kunstwerken van Straat van Sculpturen 2009 / 2010) | Rob Voerman | Academisch Medisch Centrum | Bijlmermeer                            | staal, glas, kunsttsof                                                                          |                                  |
| 2010                                                               | Het geheim en het bewijs | Wendela Gevers Deynoot | Anna Blamansingel | Venserpolder                           | gewapend beton, marmer, graniet en gebroken glas.                                               |                                  |
| 2011                                                               | Poezen met boomstammen | Kunstenaar onbekend; Bewonersvereniging KoKoKo (beschikbaar gesteld door stadsdeel Zuidoost)                                                          | Kouwenoordweg | Bijlmermeer                            | natuursteen, 4 grote poezen + oude boomstammen die bewust decoratief zijn neergelegd            |                                  |
| 2011                                                               | Bobby Haarms, De goede beul | Hans Jouta | Arenaboulevard Amsterdamse Poort | Bijlmermeer                            | brons                                                                                           |                                  |
| 2012                                                               | Entrée Diemerbos | onbekend | Geerdinkhofweg | Bijlmerweide                           | paal (grote zuil) cortenstaal, hout, staal, natuursteen / kleine zuil: hout en uitgesneden hout |                                  |
| 2013-2014                                                          | Mijn Sculptuur Op Straat | Tijdelijk object. Scholieren uit Amsterdam-Zuidoost met hulp van kunstenaars Dagmar de Kok, At van Geelen, Marianne Wagemaker en Roberto Tjon-A-Meeuw | Anton de Komplein | Bijlmermeer                            | diverse materialen                                                                              |                                  |
| 2014                                                               | Stoet | Dagmar de Kok | Reigersbos 309 | Bijlmermeer                            | PIR/polyester                                                                                   |                                  |
| 2015                                                               | Monument voor de liefde | Hanneke de Munck en Chatsjatoer Bjely | Nadezjda Mandelstamstraat | Bijlmermeer                            | brons                                                                                           |                                  |
| 2015                                                               | Yellow wings | Loes van der Horst | Strandvlietpad | Bijlmermeer                            | kabels, netten                                                                                  |                                  |
| 2018                                                               | Mural Foodstrip Slechts een deel afgebeeld | Karski & Beyond, Bier en Brood | Tafelbergweg | Bijlmermeer                            | verf                                                                                            |                                  |
| 2018/2019                                                          | Snowboarder Beeld is geplaatst in verband met herontwikkeling van de Hondsrugweg naar Hondsrugpark door de in 2018 opgerichte Stichting Hondsrugpark                                                      | Clarence Alberts | Hondsrugweg | Bijlmermeer                            | metaal                                                                                          |                                  |
| 2018/2019                                                          | Picknicktafels Venserpolder | Playground | Agatha Christiesingel | Venserpolder                           | hout                                                                                            |                                  |
| 2019, ook medio juni 2013 (Kraaiennest) (gemaakt: 2004)            | Stadslogo IAMsterdam (tijdelijk object, verplaatsbaar) | onbekend | Tegenover metrostation Ganzenhoef bij Grubbehoeve, langs de Bijlmerdreef (2 juli 2019)                                                               | Bijlmermeer                            | ca. 23,5 meter breed, vervaardigd uit stalen vormen op kleur gespoten                           |                                  |
| 2019                                                               | Bioom | Yasser Ballemans | Abcouderpad/Bullewijkpad | Bijlmermeer                            | staal                                                                                           |                                  |
| 2020                                                               | Autoprikker | Street Art Frankey | Hondsrugweg | Bijlmermeer                            | metaal                                                                                          |                                  |
| 2020 juni                                                          | Regenboogpad (ook gaybrapad) | Initiatief bewoners K-buurt. Voor de lhbt(i)-gemeenschap en de meer dan 170 nationaliteiten in de Bijlmer                                             | Tegenover 'Art gallery', bij Metrostation Kraaiennest / winkelcentrum aldaar                                                                         | Bijlmermeer                            | verf                                                                                            |                                  |
| 2020 december                                                      | Ode aan verbinding | Munir de Vries | Snelleveldstraat | Reigersbos                             | staal, hout                                                                                     |                                  |
| 2020                                                               | Standbeeld van Johan Cruijff | Hans Jouta | De Passage | Johan Cruijff ArenA                    | brons                                                                                           |                                  |
| 2021                                                               | Rona Batho | Mohau Modisakeng | Nelson Mandelapark | Bijlmermeer                            | beton, brons                                                                                    |                                  |
| 2021                                                               | Schoolreis | Munir de Vries | Holendrechtplein | Holendrecht                            | verf                                                                                            |                                  |
| 2021/2022                                                          | Eerbetoon Gliphoeve | Chimira Natanna en Fleksick | Geldershoofd en Gravestein | G-buurt                                | schildering op doek                                                                             |                                  |
| 2022                                                               | Transformatorhuisje Reigersbos | Munir de Vries, Beter Blijleven en Mirko Loxenburger                                                                                                  | Reigersbos (bij 301) | Reigersbos                             | verf                                                                                            |                                  |
| 2022                                                               | Urban jungle | Thamon van Blokland | Rossumplein | Reigersbos                             | verf                                                                                            |                                  |
| 2024                                                               | Atomos | Jamahl Richters | Langbroekdreef | Amsterdam Zuidoost                     |                                                                                                 |                                  |
| jaren 1970                                                         | (voormalige) fontein, omringd door grote plantenkoepel | onbekend | Gaasperpark | Gaasperdam                             | natuursteen, aluminium bogen, klimplanten                                                       |                                  |
| onbekend                                                           | rots of ijsschots | onbekend | Gaasperpark | Gaasperdam                             | onbekend                                                                                        |                                  |
| onbekend                                                           | Zonder titel | Bart Kelholt | Schoonhovendreef | Reigersbos                             | metaal                                                                                          |                                  |

Hofje met speeltafels, Gaasperpark
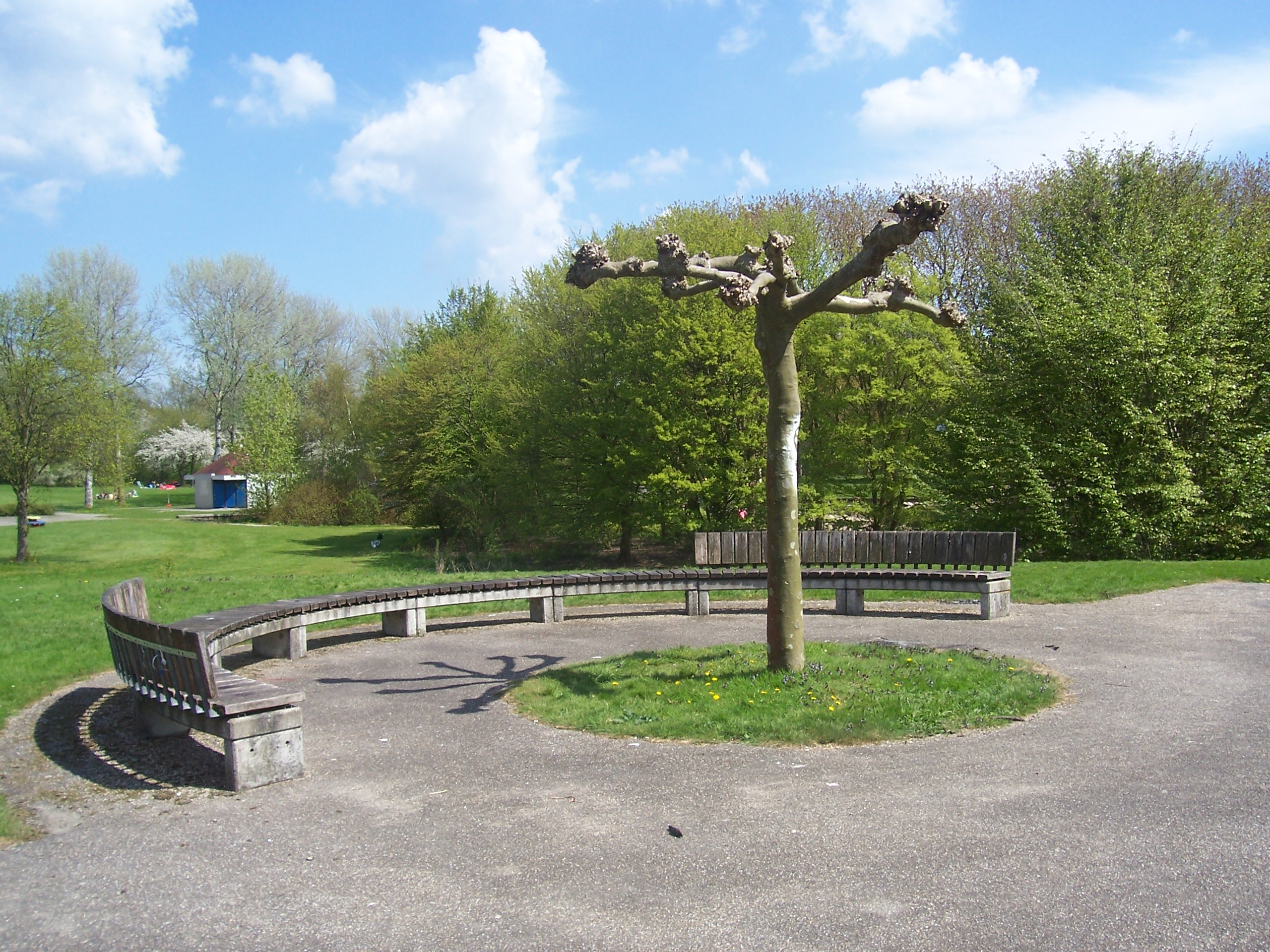
Hofje met speeltafels. Gaasperpark (voormalige Floriade). Deze ronde bank sluit het geheel af. Jaartal en maker(s) onbekend.
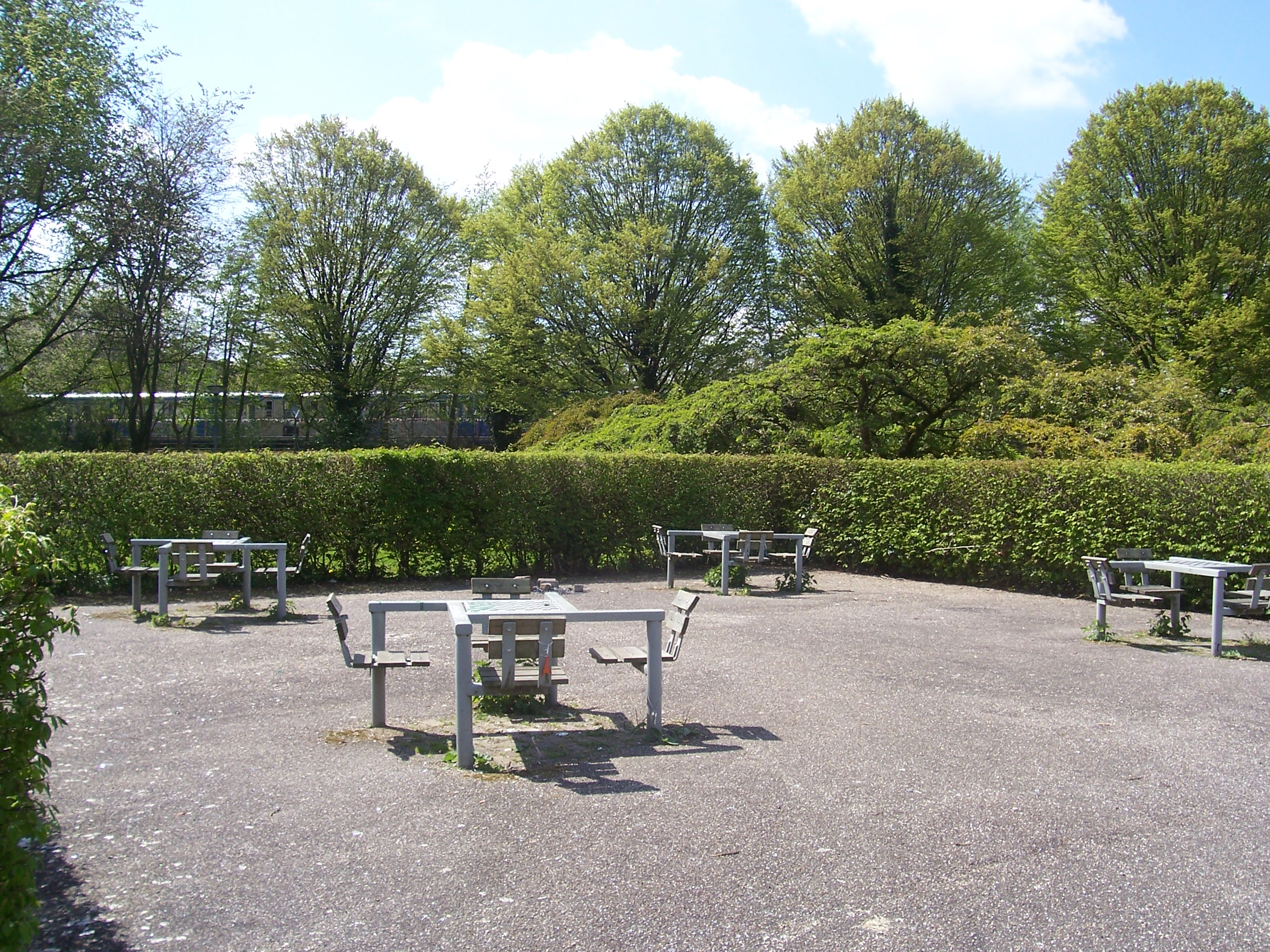
Speeltafels om te dammen of andere spellen te spelen. De tafels staan zodanig opgesteld dat ze een geheel vormen met de rest van de vormgeving en omgeving, met daarbij de ronde bank die het geheel afsluit.

Centrum · Westpoort · West · Nieuw-West · Zuid · Oost · Zuidoost · Noord · Weesp